# Craig Stadler
Craig Robert Stadler (* 2. Juni 1953) ist ein US-amerikanischer Golfprofi, der zahlreiche Turniere auf der PGA und der Champions Tour für sich entscheiden konnte. Im Jahr 1982 gewann er das Masters in Augusta.

## Karriere
Stadler wurde in San Diego geboren und erhielt ab seinem vierten Lebensjahr Golfunterricht von seinem Vater. Stadler beendete 1975 das College und wurde 1976 Golfprofi. Stadler gewann 1980 seine ersten beiden PGA-Tour-Events, beim Bob Hope Desert Classic und beim Greater Greensboro Open. Sein erfolgreichstes Karrierejahr war 1982, als er vier PGA Tour-Events gewann, darunter das Masters Tournament nach einem Playoff mit Dan Pohl und die World Series of Golf am Ende des Jahres. Sein nächster Sieg war 1984 bei der Byron Nelson Classic.
Obwohl Stadler relativ gut spielte, gewann er am Höhepunkt seiner Karriere über 7 Jahre (Mai 1984 – November 1991) kein PGA Tour-Event. Während dieser Zeit verzeichnete er sechs Zweitplatzierungen und Dutzende Top-10-Platzierungen auf der PGA Tour. Er hatte mehr Erfolg beim Gewinnen internationaler Turniere. Er gewann 1985 die Swiss Open auf der European Tour und 1987 das Dunlop Phoenix Tournament auf der Japan Golf Tour. Er hatte großen Erfolg bei den Scandinavian Enterprise Open ebenfalls ein offizielles Event der European Tour, bei den Events 1983 und 1986 wurde er Zweiter. Stadler gewann 2003 die BC Open und war damit der erste Spieler über 50, der seit 28 Jahren ein PGA Tour-Event gewann, und der erste Spieler überhaupt, der auf der PGA Tour gewann, nachdem er auf der Champions Tour gewonnen hatte. Er gewann insgesamt 13 PGA Tour-Events und spielte 1983 und 1985 in den Ryder-Cup-Teams. 1996 trat er als er selbst in dem Film Tin Cup auf. Stadler begann im Juni 2003 mit dem Spielen auf der Champions Tour. Seine größten Erfolge erzielte er in den ersten zwei Jahren seiner Teilnahme. Er war der führende Geldgewinner in seinem ersten vollen Jahr auf dieser Tour im Jahr 2004.
Stadler unterzog sich am 15. September 2010 in Los Angeles einer Operation zum Ersatz der linken Hüfte, was seine Spielzeit beendete. Stadler ist bei den Zuschauern sehr beliebt und wird aufgrund seiner stattlichen Statur und seines üppigen Schnurrbarts liebevoll „das Walross“ genannt. Er lebt derzeit in Denver, Colorado. Sein Sohn Kevin ist ebenfalls PGA-Tour-Champion. Stadler und sein Sohn Kevin sind die einzigen Vater und Sohn, die beide sowohl auf der PGA Tour als auch auf der European Tour gewonnen haben.
| Personendaten    | Personendaten                              |
| ---------------- | ------------------------------------------ |
| NAME             | Stadler, Craig                             |
| ALTERNATIVNAMEN  | Stadler, Craig Robert (vollständiger Name) |
| KURZBESCHREIBUNG | US-amerikanischer Golfer                   |
| GEBURTSDATUM     | 2. Juni 1953                               |